# 迪纳纳加尔
迪纳纳加尔（Dina Nagar），是印度旁遮普邦Gurdaspur县的一个城镇。总人口21494（2001年）。

## 人口
该地2001年总人口21494人，其中男性11279人，女性10215人；0—6岁人口2381人，其中男1322人，女1059人；识字率73.89%，其中男性为78.14%，女性为69.20%。